# Oromocto
Oromocto – miasto w Kanadzie, na północnym wschodzie prowincji Nowy Brunszwik, w hrabstwie Sunbury. Miasto położone jest u ujścia rzeki Oromocto, od której bierze swoją nazwę, do rzeki Saint John. Oromocto znaczy „głęboka woda” w języku Indian Malecite.
Liczba mieszkańców Oromocto wynosi 8 402. Język angielski jest językiem ojczystym dla 81,3%, francuski dla 15,5% mieszkańców (2006).